# Inteligencia política
La inteligencia política es la obtención de información por parte de estados u organizaciones dedicadas a la política. Esta recopilación de información puede tener diversos fines, tales como el combate a opositores políticos, control o seguimiento de organizaciones sociales (ONG, sindicatos, federaciones estudiantiles, grupos de presión, etc.) con el fin de precaver sus comportamientos, o persecución de fines criminales.
El ejercicio por parte del Estado de este tipo de inteligencia se realiza principalmente por medio de la policía política, cuyo nombre puede variar de país en país. Algunos ejemplos son:
- En Chile es la ANI
- En Colombia es el DNI
- En Perú es el SIN
- En El Salvador es el OIE
- En la Alemania Nazi era la Gestapo
- En la Unión Soviética era la KGB
- En los Estados Unidos es la CIA
- En México es el CNI
- En Venezuela es la DISIP

Se diferencia de la inteligencia militar y de la inteligencia policial, por estar dirigida no en pos de la seguridad nacional o del combate al crimen, respectivamente.
Otra definición señala que la Inteligencia Política es lo que se conoce también como Inteligencia de Estado o Inteligencia Nacional, haciendo referencia al usuario del producto, el conductor político. Siendo así, ésta se divide en dos frentes de acción: en Inteligencia Política Nacional y en Inteligencia Político Estratégica. Son asuntos de Inteligencia Política Nacional aquellos de connotación interna, que orienten decisiones respecto a las políticas de gobierno, a corto, mediano y largo plazo; establece necesidades y capacidades para el logro de los objetivos nacionales y advierte sobres las amenazas a la seguridad interna del país. En Chile, se ocupa el término de Inteligencia Político Estratégica y se refiere a la problemática de la conducción del país para enfrentar escenarios de conflicto externo. Dicho ámbito está definido por el Libro de la Defensa Nacional (Chile, 1997) como: "Inteligencia que contribuye a optimizar la capacidad de predicción de los escenarios de conflictos externos, ya sea para prevenirlos o para resolverlos, empleando todo el Poder Nacional".. Desde esta perspectiva, se trata del ámbito donde el más alto nivel de la conducción del Estado, toma decisiones combinando los aspectos de la conducción política y la conducción estratégica, para enfrentar ambientes externos de conflicto, crisis, negociación o cooperación.
Existe en la actualidad en la Ciudad de México, un Servicio de Inteligencia Militar denominado por sus miembros UNIDAD SIM DE MÉXICO (SIM) el cual presta Servicios de Inteligencia al mejor postor, en la actualidad se presume que hay más de 1500 integrantes que se encuentran INFILTRADOS en el Gobierno de México. Esta ORGANIZACIÓN trabaja haciendo promoción o prensa por medio de una Red Social en Facebook. Esta Organización se cree está financiada por Grupos Políticos del país y por intereses de grades empresas y corporativos.[cita requerida]
- Datos: Q6448914